# Korognai Károly
Korognai Károly (Mosonmagyaróvár, 1961. február 18. – Zsombó, 2017. június 4. vagy előtte) magyar színész, rendező, színházigazgató.

## Életpályája
1979–1982 között a Nemzeti Színház Stúdiójának volt a tagja. 1983–1987 között végzett a Színház- és Filmművészeti Főiskola színész szakán Marton László osztályában. 1987–1991 között a Vígszínház tagja, 1991–1999 között szabadfoglalkozású művész volt. 1999–2003 között a Szegedi Nemzeti Színház és a Szegedi Szabadtéri Játékok igazgatója volt. 2004–2007 között a Veszprémi Petőfi Színház színész-főrendezője, 2007-től 2011-ig a Kassai Thália Színház színész-főrendezője, 2008-tól 2012-ig a Miskolci Nemzeti Színház rendezője volt.
Felesége Szabó Gabi színésznő volt, gyermekük Korognai Eszter.

## Színházi munkái
A Színházi Adattárban regisztrált bemutatóinak száma: színészként: 55; rendezőként: 43.

### Színészként
- Foster: Tom Paine avagy a józan ész diadala....
- Wassermann–Leigh–Darion: La Mancha lovagja....Juan
- Dürrenmatt: Az öreg hölgy látogatása....Koby; Rádióriporter
- Bulgakov: Iván, a rettentő....Testőr
- Dosztojevszkij: Ördögök....Diák-gimnazista
- Schönberg–Jeannot: A francia forradalom....Danton
- Karinthy Ferenc: Bösendorfer....Vevő
- Szigligeti Ede: Liliomfi....Swartz
- Sarkadi Imre: Oszlopos Simeon....Bálint
- Hašek: Svejk, egy derék katona kalandjai a hátországban....Elmeorvos
- Gyurkovics Tibor: Fekvőtámasz....Dörner
- Rostand: Cyrano de Bergerac....
- Kornis Mihály: Kozma....
- Gorkij: Éjjeli menedékhely....Tatár
- Székely János: Caligula helytartója....Probus
- Másik János: Ahogy tesszük....
- Koestler: Sötétség délben....Kiefer
- Vargas Llosa: Pantaleón és a hölgyvendégek....Beltrán
- Brecht: Koldusopera....Jakab
- Malamud: A segéd....Nat Pearl
- Schnitzler: A Bernhardi-ügy....Dr. Feuermann
- Frenkó Zsolt: Jobb, mint otthon....Báró Almásházy József
- William Shakespeare: Ahogy tetszik....Olivér
- Feydeau: Bolha a fülbe....Finanche
- Almási-Tóth András: A fehér csönd....A férfi
- Hunyady Sándor: Lovagias ügy....Pali
- Kleist: A Heilbronni Katica avagy a tűzpróba....Miksa; Eginhardt
- Keyes: Virágot Algernonnak....Charlie
- Stoppard: Ez az igazi....Brodie
- Spiró György: Doberdan....Vendég; A menekülttábor lakója
- William Shakespeare: Vízkereszt, vagy amit akartok....Antonio
- Dobozy Imre: A tizedes meg a többiek....Gálfy; Albert; Tizedes
- Egressy Zoltán: Portugál....Retek
- Csáth Géza: A Janika....Pertics Jenő
- Harold Pinter: A szerető....John
- Harold Pinter: Utolsó pohár....Nicolas
- Jókai Mór: Az aranyember....Krisztyán Tódor
- William Shakespeare: A windsori víg nők (Falstaff)....Sir John Falstaff
- Dickens: Isten pénze....Ebenézer Scrooge
- Brecht: Állítsátok meg Arturo Uit!....Giuseppe Givola
- Simon: Furcsa pár....Oscar
- Shaffer: Equus....Martin Dysart
- Dorfman: A halál és a lányka....Gerardo Escobar
- Molnár Ferenc: Az ördög....Az ördög
- Carlo Goldoni: Két úr szolgája....Brighella
- Spiró György: Prah....Férfi
- Kálmán Imre: Marica grófnő....Móric herceg
- Mrożek: Tangó....Stomil
- Zerkovitz Béla: Csókos asszony....Kubanek
- Spiró György: Elsötétítés....Férfi

### Rendezőként
Ludas Matyi (2017)
|
- Fowles: A lepkegyűjtő (1992)
- Korognai Károly: Szabadon foglak (1997, 2002)
- Molnár Ferenc: Úri divat (1998, 2001)
- Dobozy Imre: A tizedes meg a többiek (1998, 2002, 2005, 2008)
- William Shakespeare: Rómeó és Júlia (1999)
- Presser Gábor: A padlás (2000, 2002)
- Madách Imre: Az ember tragédiája (2000)
- Shaw: Warrenné mestersége (2001)
- Lloyd Webber: Evita (2001)
- Molnár Ferenc: Az üvegcipő (2003)
- Egressy Zoltán: Portugál (2003)
- Scarnacci–Tarabusi: Kaviár és lencse (2003)
- Harold Pinter: A szerető (2004)
- Harold Pinter: Utolsó pohár (2004)
- Csáth Géza: A Janika (2004, 2007)
- Leigh: La Mancha lovagja (2004)
- Spiró György: Kvartett (2004, 2006)
- Brecht: A szecsuáni jólélek (2004)
- Görgey Gábor: Komámasszony, hol a stukker? (2006)
- Vajda Katalin: Anconai szerelmesek (2006)
- Maugham: Imádok férjhez menni (2006)
- John Fowles: A francia hadnagy szeretője (2007)
- Simon: Furcsa pár (2007)
- Nóti–Zágon: Hyppolit, a lakáj (2008)
- Rostand: Cyrano de Bergerac (2008)
- Katajev: A kör négyszögesítése (2009)
- Eisemann Mihály: Fekete Péter (2009)
- Spiró György: Prah (2009)
- McDonagh: Leenane szépe (2010)
- Schiller: Ármány és szerelem (2010)
- Brecht: Koldusopera (2011)
- Spiró György: Elsötétítés (2012)

## Filmjei

### Játékfilmek
- Zuhanás közben (1987)
- Erózió (1992)
- Az álommenedzser (1994)
- Veszélyes zóna (1995)

### Tévéfilmek
- Hajnali párbeszéd (1986)
- Egy diáktüzér naplója (1992)
- Társasjátékok (1992)
- Szarajevó kávéház (1995)
- X polgártárs (1995)

## Művei
- Szabadon foglak (színdarab)